# Myospila papuensis
Myospila papuensis este o specie de muște din genul Myospila, familia Muscidae, descrisă de John Richard Vockeroth în anul 1972. Conform Catalogue of Life specia Myospila papuensis nu are subspecii cunoscute.